# 1,3,5-triidrossibenzene
L'1,3,5-triidrossibenzene (o floroglucinolo) è un fenolo.
A temperatura ambiente si presenta come un solido biancastro dall'odore quasi impercettibile. È un composto irritante.
La molecola esiste in due forme tautomere: 1,3,5-triidrossibenzene e 1,3,5-cicloesantrione. I due tautomeri sono in equilibrio secondo la reazione: